# Georgi Kabakow
Georgi Kabakow (bulgarisch Георги Кабаков; * 22. Februar 1986 in Plowdiw) ist ein bulgarischer Fußballschiedsrichter.

## Werdegang
Im Jahr 2001 wurde Kabakow Fußballschiedsrichter. Seine Beförderung in die Parwa liga, die höchste bulgarische Spielklasse, erfolgte 2007. Im Jahr 2013 wurde er FIFA-Schiedsrichter.
Internationale Partien leitete er u. a. in den Spielzeiten 2016/17, 2017/18, 2018/19 und 2019/20 der UEFA Europa League, den Spielzeiten 2018/19, 2019/20 und 2020/21 der UEFA Champions League sowie der UEFA Nations League 2018/19/Liga B.
Für die Fußball-Europameisterschaft 2021 wurde er gemeinsam mit seinem Assistenten Martin Margaritow als eines von 6 Unterstützungsgespannen (Support Match Officials) nominiert und kam in dieser Funktion insgesamt viermal als 4. Offizieller zum Einsatz. Für das im gleichen Jahr stattfindende olympische Fußballturnier wurde er seitens der FIFA mit seinen Assistenten Martin Margaritow und Dijan Walkow berufen. Mit seinem Gespann kam er zu drei Spielleitungen, darunter eine Halbfinalpartie.

## Einsätze beim olympischen Fußballturnier 2021
| Phase        | Datum         | Spielort | Heimmannschaft | Gastmannschaft | Ergebnis             |
| ------------ | ------------- | -------- | -------------- | -------------- | -------------------- |
| Gruppenphase | 25. Juli 2021 | Sapporo  | Ägypten        | Argentinien    | 0:1 (0:0)            |
| Gruppenphase | 28. Juli 2021 | Yokohama | Südkorea       | Honduras       | 6:0 (3:0)            |
| Halbfinale   | 3. Aug. 2021  | Kashima  | Mexiko         | Brasilien      | 0:0 n. V.; 1:4 i. E. |